# Chiesa di Santa Maria Maddalena (Campo Ligure)
La chiesa di Santa Maria Maddalena è un luogo di culto cattolico situato nel comune di Campo Ligure, in via Isola Giugno, nella città metropolitana di Genova.

## Storia e descrizione
La chiesa è ubicata di fronte alla valle del rio Masca e proprio ad esso si deve, secondo fonti storiche locali, la prima intitolazione a santa Maria de Maasca. L'edificio viene citato per la prima volta in un antico testamento datato al 14 giugno 1241; nell'atto viene citata una certa Elena - vedova di Giovanni Bianchi di Arenzano - che concede beni in favore delle chiese di San Nazario e Celso ad Arenzano e alle chiese di Campo quali San Michele e Santa Maria de Maasca.
In uno statuto del 1546 si fa riferimento ad una chiesa sul rio Masca ed intitolata alla Maria Maddalena che secondo gli storici ricalcherebbe l'antica chiesa già esistente. Nel 1667 fu visitata dal vescovo di Acqui Carlo Antonio Gozzani che segnalò il pessimo stato dello stabile - specie dell'altare - e la presenza in una nicchia dell'altare maggiore di una pregiata statua di Maria Maddalena in marmo di Carrara, datata proprio al 1667 e forse opera di qualche scultore della scuola del Filippo Parodi. Al suo interno sono ancora conservati due affreschi della prima metà del XVII secolo raffiguranti due santi vescovi.